# Bernd Schmidt
Bernd Schmidt (Alsfeld, 1943. december 1. – 2024. június 11.) német labdarúgó, hátvéd, középpályás.

## Pályafutása
1965 és 1967 között a Hessen Kassel, 1967 és 1974 között a Werder Bremen, 1974–75-ben ismét a Hessen Kassel labdarúgója volt. 1975 és 1980 között az FSV Frankfurt csapatában fejezte be az aktív játékot. A Werder Bremennel bajnoki ezüstérmes lett az 1967–68-as idényben.

## Sikerei, díjai
Werder Bremen
- Nyugatnémet bajnokság
  - 2.: 1967–68